# جامعة بولتافا الوطنية التربوية باسم فولوديمير كورولينكو
جامعة بولتافا الوطنية التربوية باسم فولوديمير كورولينكو مؤسسة تعليم عالي أوكرانية، (بالأوكرانية: Полтавський національний педагогічний університет імені В. Г. Короленка) هي جامعة تقع في بولتافا , أوكرانيا. تأسست هذه الجامعة في سنة 1914